# كلايف إم. لو
كلايف إم. لو هو مؤرخ كندي، ولد في 1954 في لندن في المملكة المتحدة، وتوفي في 10 يونيو 2017 في أوتاوا في كندا.